# Tessedik Sámuel Múzeum
A Tessedik Sámuel Múzeum 1952 óta működik Szarvason. Jelenlegi épületébe (Tessedik Sámuel volt mezőgazdasági iskolájába) 1973-ban költözött be.

## Megközelítése
Autóval a 44-es főútról a Vajda Péter utcára történő kanyarodással érhető el. Vonattal a Budapest–Békéscsaba–Gyula vonal felől mezőtúri átszállással vagy Szeged felől orosházi átszállással közelíthető meg. Autóbusszal a Budapest–Kecskemét–Békéscsaba–Gyula vonalon vagy a környező településekről egyenes járattal érhető el. Az autóbusz- és a vasútállomástól is könnyedén elérhető gyologosan.

## Története
A Tessedik Sámuel Múzeum alapításának célja a helyi történelmi és kulturális örökség bemutatása, Szarvas és környéke régészeti, történeti, néprajzi, helytörténeti értékeinek megtartása, ápolása, ezen értékek minél szélesebb körben való bemutatása.

### Az épület
Az eredetileg iskolának szánt épületet 1791-ben barokk stílusban építette Tessedik Sámuel evangélikus lelkész Kimnach Lajos tervei szerint. Ez volt az ország első mezőgazdasági iskolája. Az iskola megszűnése után középiskola, tanítóképző, majd óvodai főiskola volt.

### A múzeum[2]
A múzeumot 1952-ben alapította Palov József. Több mint húsz éven keresztül ideiglenesen több épületben helyezkedett el, végül 1973-tól található mai helyén, Tessedik volt iskolájában. Főbejárata felett a következő latin felirat található: Ez az intézet tétlenkedik a hazai iskolákból. Ezt az emléket, amely az utódok ellátására szolgál, a szarvasiak állították 1791-ben.
Palov József töltötte be a múzeum igazgatói pozícióját elsőként 1952–1994 között. A múzeum gyűjteménye a helyi iskolákból vett régészeti leleteken, valamint a helyi és néprajzi gyűjteményeken alapult. Az első állandó kiállítás Tessedik emlékére 1954-ben nyílt meg.
Az épület felújítását követően 1979-ben megalakult a Tessedik városa akkor és most kiállítás, amely a Szarvas környékén élők történetét mutatta be a kőkortól napjainkig. Domán Imre néprajzi gyűjteményét bemutató kiállítás 1981-ben nyílt meg.
2019-től kezdődtek az újabb komoly felújítások, majd 2020-ban teljesen újjászületett, korszerű kiállításokkal nyitott újra a Tessedik Sámuel Múzeum.

## Kiállítások
- Termékenység idol – Körös-kultúra
- Könyvesbolt kiállítás – Árpád-kor
- Mozi kiállítás – török kor
- Domán kiállítás – újkor
- Ékszerbolt kiállítás – Árpád-kor
- Élettér – újkor
- Vásártér – Tessedik Sámuel
- Háromszögfejű idol… – alföldi vonaldíszes kerámia
- Boszorkányturizmus – újkor

### Társintézmények
- Szárazmalom (5540 Szarvas, Ady Endre utca 1/1.)
- Ruzicskay Alkotóház (5540 Szarvas, Erzsébet-liget, első körönd)
- Városi Könyvtár